# Elisa Cossa
Elisa Samuel Macundo Cossa (sinh ngày 3 tháng 6 năm 1980) là một vận động viên Mozambique đã nghỉ hưu, thi đấu chủ yếu trong các nội dung chạy nước rút và nhảy xa. Thành công lớn nhất của cô là huy chương bạc trong môn nhảy xa tại Giải vô địch châu Phi 2000.
Cô là người giữ kỷ lục Mozambique trong 100 mét và nhảy xa.

## Thành tích giải đấu
| Năm                     | Giải đấu                     | Địa điểm                   | Thứ hạng                | Nội dung                | Chú thích               |
| Representing Mozambique | Representing Mozambique      | Representing Mozambique    | Representing Mozambique | Representing Mozambique | Representing Mozambique |
| ----------------------- | ---------------------------- | -------------------------- | ----------------------- | ----------------------- | ----------------------- |
| 1998                    | Ibero-American Championships | Lisbon, Portugal           | 10th (h)                | 100 m                   | 12.16                   |
| 1998                    | Ibero-American Championships | Lisbon, Portugal           | 7th                     | Long jump               | 5.82 m                  |
| 1998                    | Commonwealth Games           | Kuala Lumpur, Malaysia     | 20th (h)                | 100 m                   | 12.38                   |
| 1999                    | All-Africa Games             | Johannesburg, South Africa | 9th (sf)                | 100 m                   | 11.64                   |
| 1999                    | All-Africa Games             | Johannesburg, South Africa | 7th                     | Long jump               | 6.28 m                  |
| 2000                    | Ibero-American Championships | Rio de Janeiro, Brazil     | 6th                     | 100 m                   | 11.90                   |
| 2000                    | Ibero-American Championships | Rio de Janeiro, Brazil     | 6th                     | Long jump               | 5.79 m                  |
| 2000                    | African Championships        | Algiers, Algeria           | 2nd                     | Long jump               | 6.20 m                  |
| 2002                    | Commonwealth Games           | Manchester, United Kingdom | 19th (h)                | 100 m                   | 12.07                   |
| 2002                    | Commonwealth Games           | Manchester, United Kingdom | 17th (h)                | 200 m                   | 24.47                   |
| 2003                    | All-Africa Games             | Abuja, Nigeria             | 12th (sf)               | 100 m                   | 11.99                   |
| 2004                    | Ibero-American Championships | Huelva, Spain              | 9th (h)                 | 100 m                   | 12.00                   |
| 2006                    | African Championships        | Bambous, Mauritius         | 15th (h)                | 100 m                   | 12.69                   |
| 2006                    | African Championships        | Bambous, Mauritius         | 12th (h)                | 200 m                   | 25.29                   |
| 2006                    | Lusophony Games              | Macau, China               | 3rd                     | 200 m                   | 24.57                   |
| 2007                    | All-Africa Games             | Algiers, Algeria           | 15th (h)                | 200 m                   | 24.42                   |
| 2007                    | All-Africa Games             | Algiers, Algeria           | 14th (h)                | 400 m                   | 54.09                   |
| 2008                    | African Championships        | Addis Ababa, Ethiopia      | 14th (sf)               | 400 m                   | 54.91                   |
| 2010                    | African Championships        | Nairobi, Kenya             | 26th (h)                | 400 m                   | 58.87                   |
| 2010                    | Commonwealth Games           | New Delhi, India           | 24th (sf)               | 400 m                   | 55.71                   |
| 2011                    | All-Africa Games             | Maputo, Mozambique         | 10th (h)                | 800 m                   | 2:11.87                 |

## Thành tích cá nhân tốt nhất
- 100 mét - 11,61 (+ 0,7 m/s) (Girona 2000) NR
- 200 mét - 24,21 (+0,1 m/s) (Réduit 2002)
- 400 mét - 54,09 (Algiers 2007)
- 800 mét - 2: 09.47 (Madrid 2008)
- Nhảy xa - 6,40 (+0,2 m/s) (Pretoria 2000) NR